# Marta Gili
Marta Gili, née le 11 mars 1957 à Barcelone, est critique d’art et commissaire d'exposition. Elle a été directrice du Jeu de Paume à Paris de 2006 à 2018 et est la directrice de l'École nationale supérieure de la photographie à Arles depuis 2019.

## Biographie
En 1980, elle est diplômée en philosophie et sciences de l'éducation (avec une spécialisation en psychologie clinique) de l’Université Centrale de Barcelone.
De 1983 à 1988, elle fait partie du comité d’organisation du festival Primavera Fotográfica (Printemps de la photographie) à Barcelone. En 1985, elle est membre fondateur du département photographique de la Fondation Miró à Barcelone.
De 1991 à 2006, elle dirige le département Photographie et Arts visuels à la Fundació La Caixa.
Marta Gili est membre du comité d’acquisition du Fonds national d’art contemporain du ministère français de la Culture et de la Communication de 1994 à 1997.
Elle assure la direction artistique des éditions 2002 et 2003 du festival du Printemps de Septembre à Toulouse.
D'octobre 2006 à octobre 2018, elle dirige le Jeu de Paume à Paris.
Au 1er juillet 2019, elle prend la direction de l'École nationale supérieure de la photographie à Arles.
Marta Gili rédige des articles pour les catalogues des expositions dont elle est commissaire et écrit régulièrement pour plusieurs journaux et magazines (El Pais, El Mundo, Exit etc.). En 2012, elle est rédactrice en chef invitée du cinquième volume C-Photo, intitulé Slow Motion. En 2013, elle est invitée à être membre du jury du Festival international du livre d'art et du film (Perpignan).

## Distinctions
- Officière de l'ordre des Arts et des Lettres

## Expositions
Marta Gili a organisé de nombreuses expositions monographiques et thématiques, tant dans le domaine de la photographie historique que dans celui de la photographie et de la vidéo contemporaines.
Parmi elles, les expositions monographiques, on peut citer celles de Sandy Skoglund, Doug Aitken, Diane Arbus, Eugene Atget, Jordi Colomer, Aernout Mik, Tracey Moffat, Valérie Mréjen, Sophie Ristelhueber, Willy Ronis, Bruno Serralongue, Lorna Simpson, Esther Shalev-Gerz, Christer Strömholm, Gillian Wearing, Miguel Rio Branco, Richard Avedon, Société Réaliste, Laurent Grasso, Erwin Blumenfeld, Valérie Jouve, Robert Adams, Garry Winogrand, François Kollar, Ed van der Elsken, Albert Renger-Patzsch.
On peut citer parmi les expositions thématiques organisées par Marta Gili : « Europa de posguerra, 1946-1965. Arte después del diluvio » ; « Cartògrafs i aventurers. Narradors d’històries », « Soulèvements ».

### Jeu de Paume - Concorde, Paris
- 2006 :
  - Friedlander (19 septembre - 31 décembre 2006)
- 2007:
  - L'Événement, les images comme acteurs de l'histoire (16 janvier - 1er avril 2007)
  - Jean-Christian Bourcart et Jürgen Nefzger (24 avril - 3 juin 2007)
  - Pierre et Gilles, Double je - 1976 - 2007 (26 juin - 23 septembre 2007)
  - Steichen, Une épopée photographique (9 octobre - 30 décembre 2007)
- 2008 :
  - Eija-Liisa Ahtila (22 janvier - 30 mars 2008)
  - Valérie Mréjen : la place de la Concorde et Alec Soth : l'espace entre nous (15 avril - 15 juin 2008)
  - Richard Avedon (1er juillet 2008 - 27 septembre 2008)
  - Lee Miller et Jordi Colomer (21 octobre 2008 - 4 janvier 2009)
- 2009 :
  - Robert Frank et Sophie Ristelhueber (20 janvier 2009 - 22 mars 2009)
  - Harun Farocki et Rodney Graham (7 avril 2009 - 7 juin 2009)
  - Martin Parr : Planète Parr (30 juin - 27 septembre 2009)
  - Francesco Vezzoli et Fellini, La Grande Parade (20 octobre - 17 janvier 2010)
- 2010 :
  - Esther Shalev-Gerz et Lisette Model (9 février - 6 juin 2010)
  - Willy Ronis : Willy Ronis à la Monnaie de Paris (16 avril - 22 août 2010)
  - William Kentridge et Bruno Serralongue (29 juin - 5 septembre 2010)
  - André Kertész et Faux Amis/Une vidéothèque éphémère (28 septembre 2010 - 6 février 2011)
- 2011 :
  - Aernout Mik et Société réaliste (1er mars - 8 mai 2011)
  - Claude Cahun et Santu Mofokeng (24 mai - 25 septembre 2011)
  - Diane Arbus (18 octobre 2011 - 5 février 2012)
- 2012 :
  - Ai Weiwei et Berenice Abbott (21 février - 29 avril 2012)
  - Laurent Grasso et Eva Besnyö (22 mai - 23 septembre 2012)
  - Antoni Muntadas et Manuel Álvarez Bravo (16 octobre 2012 - 20 janvier 2013)
- 2013 :
  - Laure Albin Guillot et Adrian Paci (26 février - 12 mai 2013)
  - Lorna Simpson (en) et Ahlam Shibli (en) (28 mai - 1er septembre 2012)
  - Erwin Blumenfeld et Natacha Nisic (15 octobre 2013 - 26 janvier 2014)
- 2014 :
  - Robert Adams et Mathieu Pernot (11 février - 18 mai 2015)
  - Kati Horna et Oscar Muñoz (3 juin - 21 septembre 2014)
  - Garry Winogrand (14 octobre 2014 - 8 février 2015)
- 2015
  - Florence Henri et Taryn Simon (24 février - 17 mai 2015)
  - Germaine Krull et Valérie Jouve (2 juin - 27 septembre)
  - Philippe Halsman et Omer Fast (20 octobre 2015 - 24 janvier 2016)
- 2016 :
  - François Kollar et Helena Almeida (9 février - 22 mai 2016)
  - Josef Sudek et Joana Hadjithomas & Khalil Joreige (7 juin - 25 septembre)
  - Soulèvements (18 octobre 2016 - 15 janvier 2017)
- 2017
  - Eli Lotar et peter campus (14 février - 28 mai 2017)
  - Ed van der Elsken et Ismaïl Bahri (13 juin - 24 septembre)
  - Albert Renger-Patzsch et Ali Kazma (17 octobre 2017 - 21 janvier 2018)
- 2018
  - Raoul Hausmann et Médiations de Susan Meiselas (6 février - 20 mai 2018)
  - Gordon Matta-Clark et Bouchra Khalili (5 juin - 23 septembre 2018)

### Programmation Satellite
- 2007 :
  - UltralabTM (9 octobre - 30 décembre 2007)
- 2008 :
  - Denis Savary (22 janvier - 30 mars 2008)
  - Angela Detanico et Rafael Lain (15 avril - 15 juin 2008)
  - Virginie Yassef (1er juillet - 27 septembre 2008)
  - Vasco Araújo (21 octobre 2008 - 4 janvier 2009)
- 2009 : Programmation de María Inés Rodríguez
  - Mario García Torres (20 janvier - 22 mars 2009)
  - Agathe Snow (en) (7 avril - 7 juin 2009)
  - Irina Botea (30 juin - 27 septembre 2009)
  - Tris Vonna Michell (en) (20 octobre 2009 - 17 janvier 2010)
- 2010 : Programmation de Elena Filipovic
  - Mathilde Rosier (9 février - 6 juin 2010)
  - Klara Klidén (en) (29 juin - 5 septembre 2010)
  - Tomo Savic-Gecan (28 septembre 2010 - 6 février 2011)
- 2011 : Programmation de Raimundas Malasauskas
  - Alex Cecchetti & Mark Geffriand : The Police Return to the Magic Shop - La Guerre, Le Théâtre, La Correspondance (1er mars - 8 mai 2011)
  - Jessica Warboys : À l'étage (24 mars - 15 mai 2011) / MABA, Nogent-sur-Marne)
  - France Fiction : Billes-Club Concordance Accident (24 mai - 25 septembre 2011)
  - Audrey Cottin : Charlie & Sabrina, qui l'eût cru? (18 octobre 2011 - 5 février 2012)
- 2012 : Programmation de Filipa César
  - Jimmy Robert (21 février - 29 avril 2012)
  - Tamar Guimarães (24 mars - 13 mai 2012) / MABA, Nogent-sur-Marne)
  - Rosa Barba (22 mai - 23 septembre 2012)
  - Filipa César (16 octobre 2012 - 20 janvier 2013)
- 2013 Programmation de Mathieu Copeland
  - Une exposition parlée (26 février - 12 mai 2013)
  - Une exposition sans texte (21 mars - 19 mai / MABA, Nogent-sur-Marne)
  - Une exposition - un événement (28 mai - 1er septembre)
  - Une exposition - des projections (15 octobre 2013 - 26 janvier 2014)
- 2014 Programmation de Natasa Petresin-Bachelez
  - Nika Autor (11 février - 18 mai 2017)
  - Natasha Sadr Haghighian (20 mars - 18 mai / MABA, Nogent-sur-Marne)
  - Kapwani Kiwanga (3 juin - 21 septembre 2014)
  - Esther Salamon (14 octobre - 9 novembre 2014)
- 2015 Programmation de Erin Gleeson
  - Vandy Rattana (24 février - 17 mai 2015)
  - Arin Rungjang (19 mars - 17 mai / MABA, Nogent-sur-Marne)
  - Khvay Samnang (2 juin - 27 septembre 2015)
  - Nguyen Trinh Thi (20 octobre 2015 - 14 janvier 2016)
- 2016 Programmation de Heidi Ballet
  - Edgardo Aragón (9 février - 22 mai 2016)
  - Guan Xiao (7 juin - 25 septembre 2016)
  - Patrick Bernier et Olive Martin (8 septembre - 23 octobre 2016 / MABA, Nogent-sur-Mar
  - Basim Magdy (18 octobre 2016 - 15 janvier 2017)
- 2017 Programmation de Osei Bonsu
  - Ali Cherri (14 février - 28 mai 2017)
  - Oscar Murillo (13 juin - 24 septembre)
  - Steffani Jemison (17 octobre 2017 - 21 janvier 2018)
  - Jumana Manna, Ali Cherri, Oscar Murillo et Steffani Jemison (30 novembre 2017 - 4 février 2018 / MABA, Nogent-sur-Marne)
- 2018 Programmation de Agnès Violeau
  - Damir Očko (6 février - 20 mai 2018)
  - Daphné Le Sergent (5 juin - 23 septembre 2018)

### L'Atelier du Jeu de Paume
- 2005 :
  - Camille Henrot (15 novembre - 31 décembre 2005)
- 2006 :
  - Ariane Michel (31 janvier - 5 mars)
  - Yoon Sung-A (28 mars - 30 avril 2006)
  - Julien Discrit (16 mai - 25 juin 2006)
  - François Nouguiès : Le Dernier Film II (28 juin - 3 septembre 2006)
  - Louidgi Beltrame (19 septembre - 5 novembre 2006)
  - Julien Loustau (22 novembre - 31 décembre 2006)
- 2007 :
  - Élise Florenty (16 janvier - 18 février 2007)
  - Cyprien Gaillard (27 février - 1er avril 2007)

### Jeu de Paume - Château de Tours
- 2010 :
  - Nadar, la norme et le caprice (29 mai - 7 novembre 2010)
  - Émile Zola photographe / André Kertész. L'intime plaisir de lire (28 novembre 2010 - 29 mai 2011)
- 2011
  - La République des Amateurs (18 juin - 6 novembre 2011)
  - Photographies à l'œuvre. La reconstruction des villes françaises (1954-1958) (26 novembre 2011 - 20 mai 2012)
- 2012
  - Pierre Bourdieu. Images d'Algérie (16 juin - 4 novembre 2012)
  - Lartigue, l'émerveillé (24 novembre 2012 - 26 mai 2013)
- 2013
  - Bruno Réquillart. Poétique des formes (22 juin - 20 octobre 2013)
  - Vivian Maier (1926-2009) (9 novembre 2013 - 1er juin 2014)
- 2014
  - Gilles Caron. Le conflit intérieur (21 juin - 2 novembre 2014)
  - Nicolás Muller (1913-2000) (22 novembre 2014 - 31 mai 2015)
- 2015
  - Pierre de Fenoÿl (1945-1987) (20 juin - 31 octobre 2015)
  - Robert Capa et la couleur (21 novembre 2015 - 29 mai 2016)
- 2016
  - Sabine Weiss (18 juin - 30 octobre 2016)
  - Zofia Rydet. Répertoire, 1978-1990 (19 novembre 2016 - 28 mai 2017)
- 2017
  - Willy Ronis (28 juin - 29 octobre 2017)
  - Lucien Hervé (18 novembre 2017 - 27 mai 2018)
- 2018
  - Daniel Boudinet (16 juin - 28 octobre 2018)

### Hôtel de Sully
- 2006 :
  - Joël Meyerowitz (3 octobre 2006 - 14 janvier 2007)
- 2007 :
  - Les Boyadjian. Photographes arméniens à la cour du Négus (19 juin - 2 septembre 2007)
  - Roger Parry (18 septembre - 18 novembre 2007)
  - Résonances I. Photographier après la guerre. France-Allemagne, 1945-1955 (4 décembre 2007 - 17 février 2008)
- 2008
  - La Photographie timbrée. L'inventivité visuelle de la carte postale photographique au début du XXe siècle (4 mars - 8 juin 2008)
  - Erich Salomon : le roi des indiscrets, 1928-1938 (12 novembre 2008 - 25 janvier 2009)
- 2009 :
  - Collection Christian Bouqueret (10 février - 24 mai 2009)
  - Agustí Centelles (9 juin - 13 septembre 2009)
  - Denise Collomb aux Antilles (29 septembre - 27 décembre 2009)

### Autres expositions
- 2024 :
  - Panorama 26, Le Fresnoy (20 septembre 2024 - 5 janvier 2025)

## Distinctions
En novembre 2011, Marta Gili a reçu la distinction d’officier de l'Ordre des Arts et des Lettres remis par le ministère français de la Culture et de la Communication.